# قطعنامه ۲۰۱۶ شورای امنیت
قطعنامه ۲۰۱۶ شورای امنیت سازمان ملل متحد که در تاریخ ۲۷ اکتبر ۲۰۱۱ تصویب شد، سندی بین‌المللی دربارهٔ جنگ داخلی لیبی (۲۰۱۱) است. این قطعنامه طی نشست ۶۶۴۰ام با ۱۵ رای موافق، ۰ مخالف و ۰ ممتنع تصویب شد.